# 洞井站
洞井站（规划建设阶段曾称汽车南站），位于中华人民共和国湖南省长沙市雨花区中意一路与桃花塅路交会口的东北侧，本站为地下车站，是长株潭城际铁路上的火车站，于2016年12月26日启用，由广州铁路集团长沙车站城际车间管辖。

## 車站周邊
- 长沙汽车南站（在建）

## 车站结构
| 地面      |                                            | 出入口                                          |  |
| 地下 一层 | 站厅层                                     | 站厅、售票机、客服中心                          |  |
| 地下 二层 |                                            | 长株潭城际铁路列车往株洲南/湘潭（下一站：先锋） |  |
| 地下 二层 | 岛式月台，右边车门将会开启                 |                                                 |  |
| 地下 二层 | 长株潭城际铁路列车往长沙（下一站：湘府路） |                                                 |  |

## 歷史
- 2016年12月26日启用。

## 外部連結
- 中国铁路客户服务中心 （页面存档备份，存于）